# Juriniosoma gagateum
Juriniosoma gagateum är en tvåvingeart som beskrevs av Townsend 1927. Juriniosoma gagateum ingår i släktet Juriniosoma och familjen parasitflugor. Inga underarter finns listade i Catalogue of Life.